# Kriljevo
Krilevë en albanais et Kriljevo en serbe latin (en serbe cyrillique : Криљево) est une localité du Kosovo située dans la commune/municipalité de Kamenicë/Kosovska Kamenica, district de Gjilan/Gnjilane (Kosovo) ou district de Kosovo-Pomoravlje (Serbie). Selon le recensement kosovar de 2011, elle compte 586 habitants, tous albanais.

## Histoire
Sur le territoire du village se trouve un site archéologique dont les vestiges remontent à l'Antiquité ; il est proposé pour une inscription sur la liste des monuments culturels du Kosovo.
Dans le village, la maison de Hamdi Demoll, construite au XIXe siècle, la maison d'Abdyl Cakoll et la mosquée, édifiée en 1846, sont également proposées pour un classement kosovar.

## Démographie

### Évolution historique de la population dans la localité
| 1948 | 1953 | 1961  | 1971  | 1981  | 1991  | 2011 |
| ---- | ---- | ----- | ----- | ----- | ----- | ---- |
| 927  | 991  | 1 098 | 1 177 | 1 111 | 1 001 | 586  |

|  |